# Szekszárd
Szekszárd és una ciutat d'Hongria i és la capital de la província de Tolna. És la capital de la província més petita d'Hongria en població i la segona més petita en extensió (després de Tatabánya). Szekszárd es troba en el punt de trobada dels turons Transdanubi i la Gran Plana Hongaresa, té una extensió de 96,27 km² i una població de 34.656 habitants

## Història
Szekszárd fou esmentada per primera vegada l'any 1015. El monestir  benedictí de la ciutat va ser fundat pel rei  Béla I l'any 1061.
Durant el regnat del rei Maties Corví, Szekszárd va ser la hisenda del Bisbe John, qui va estar involucrat en una conspiració contra el rei. A causa d'això el rei Maties Corví va ordenar que el castell de Szekszárd fos demolit.
L'any 1485 Szekszárd ja era una ciutat important, però durant l'ocupació turca d'Hongria, la ciutat es va tornar desèrtica i el monestir va ser destruït.
Al segle xviii Szekszárd va ser de nou una ciutat important, es va convertir en la seu del comtat, i va tenir un escut d'armes. La ciutat va ser destruïda per un incendi l'any 1794, però no va poder aturar el desenvolupament de la ciutat. La majoria dels edificis importants, incloent-hi la Càmera Municipal, la seu comtal i diverses esglésies, van ser construïts durant el segle xix. En aquest moment Szekszárd ja tenia 14.000 habitants.
Mihály Babits, un important poeta hongarès, va néixer a Szekszárd.
L'any 1994 se li va concedir a Szekszárd el rang de ciutat amb els drets de comtat, d'acord amb una nova llei que afirma que totes les seus de comtat són ciutats amb drets de comtat (anteriorment, només a les ciutats amb una població de més de 50.000 habitants se li concedien els drets de comtat i Szekszárd va ser una de les dues úniques seus de comtat en què hi havia menys de 50.000 habitants, l'altra era Salgótarján).

## Personatges il·lustres
- Mihály Babits, poeta